# Переїзд (село)
Переїзд (Старий Переїзд) — колишнє село в Україні.
Розташоване в Овруцькому районі Житомирської області. Підпорядковувалось Переїздівській сільській раді. Виселено через радіоактивне забруднення внаслідок аварії на ЧАЕС. Населення в 1981 році — 160 осіб. Зняте з обліку 15 квітня 1995 року Житомирською обласною радою.